# Escola de les Germanes Carmelites (Sant Joan de les Abadesses)
L'Escola de les Germanes Carmelites o Escola Abadessa Emma és una obra noucentista de Sant Joan de les Abadesses (Ripollès) inclosa a l'Inventari del Patrimoni Arquitectònic de Catalunya.

## Descripció
Edifici que neix del primer i més delicat renaixement toscà. L'edifici el formen una sèrie d'arcades de terracota, on la combinació en porxos, finestres (algunes cegues), dona una unitat exemplar a l'obra. Aquest edifici va ésser realitzat sota el mecenatge de Jaume Espona i Brunet. A l'interior, un domini de l'espai molt reeixit, junt amb l'enginy de solucions, donen l'obra més acurada de Duran i Reinals a Sant Joan junt amb l'exemplar restauració del monestir. Són destacables, tot i la seva degradació, les pintures de la façana.